# Картиџ (Тексас)
Картиџ (енгл. Carthage) град је у америчкој савезној држави Тексас. По попису становништва из 2010. у њему је живело 6.779 становника.

## Демографија
Према попису становништва из 2010. у граду је живело 6.779 становника, што је 115 (1,7%) становника више него 2000. године.
| Група             | 2000.         | 2010.         |
| Белци             | 4.852 (72,8%) | 4.438 (65,5%) |
| Афроамериканци    | 1.401 (21,0%) | 1.432 (21,1%) |
| Азијати           | 39 (0,6%)     | 46 (0,7%)     |
| Хиспаноамериканци | 290 (4,4%)    | 746 (11,0%)   |
| Укупно            | 6.664         | 6.779         |